# Danny Hoekman
Danny Hoekman (* 21. September 1964 in Nijmegen) ist ein ehemaliger niederländischer Fußballspieler und derzeitiger -trainer. Seine Lieblingsposition war der linke Flügel. Ende der 1980er Jahre galt er als ein großes Talent des niederländischen Fußballs und gehörte zum erweiterten niederländischen Nationalkader.
Am 15. April 1987 wurde er durch ein Foul des Torhüters Jan Willem van Ede des FC Utrecht so schwer verletzt, dass er nie wieder schmerzfrei spielen konnte und seine Karriere im Alter von 33 Jahren beenden musste. Die Prozesse endeten erst 20 Jahre später, er erhielt danach eine hohe Entschädigung. Er war der erste Fußballprofi, der von einem gegnerischen Verein für die wegen einer Sportverletzung entgangene Karriere entschädigt wurde.
Nach seiner aktiven Zeit gehörte er zum Trainerstab mehrerer Vereine aus den Niederlanden und den Golf-Staaten, zudem war er Cheftrainer einiger unterklassiger Vereine, wie den damaligen deutschen Oberligisten Bonner SC oder dem belgischen Drittligisten KRC Mechelen.

## Laufbahn
Hoekman spielte am Anfang seiner Karriere im Nachwuchs verschiedener Amateurvereine aus Nijmegen. Unter anderem war er bei der VV NDT (Voetbalvereniging NDT), der VV SJN (Voetbalvereniging SJN) und dem SCE Nijmegen im Einsatz und kam dann im Jahre 1981 zur Jugend von NEC Nijmegen, wo er bis 1983 spielt. Als Hoekman 18 Jahre alt war, bekam er ein Vertragsangebot vom englischen Verein West Ham United. 1983 kam er zu seinem ersten Einsatz in der ersten Mannschaft in der Eerste Divisie, der zweiten niederländischen Liga, in der Folgesaison 1984/85 wurde er Stammspieler, was er auch 1985/86 nach dem Aufstieg in die Eredivisie blieb. Zur Saison 1986/87 wechselte Hoekman zu Roda JC Kerkrade, wo er so gut spielte, dass er in den erweiterten Kader der niederländischen Nationalmannschaft berufen wurde und für die Folgesaison in Vertragsverhandlungen mit Ajax Amsterdam und Manchester City stand, bevor er kurz vor Ende der Saison und des Spiels bei Konkurrenten um den UEFA-Cupplatz vom Torwart des FC Utrecht brutal von den Beinen geholt wurde. Er verletzte sich am Knie so schwer, dass er für eineinhalb Jahre gar nicht mehr spielen konnte. Auch danach konnte er nur noch unter Schmerzen spielen. 1989 bei VVV Venlo und 1989–1991 beim FC Den Haag, 1991/92 versuchte er sich bei den beiden englischen Erstligisten Manchester City und FC Southampton, jedoch kam er bei Manchester City nur zu einem Einsatz, bei Southampton belegte er lediglich einen Platz auf der Ersatzbank. In England gescheitert, kehrte er zu seinem Heimatverein NEC Nijmegen zurück, wo er 1996/97 wegen der Spätfolgen der Verletzung seine Karriere beendete.
Nach seinem Rücktritt vom aktiven Fußball wurde er Sportdirektor beim Amateurclub SV Hatert aus Nijmegen. Später gehörte er zum Trainerstab verschiedener niederländischer Fußballklubs, zudem war er Cheftrainer des Bonner SC, KRC Mechelen und dem FC Hämeenlinna.

## Schadensersatz
Das Verfahren Hoekmans gegen den FC Utrecht wurde wiederholt und in der Bedeutung mit der Bosman-Entscheidung verglichen.
Hoekman hat ursprünglich die Kosten für seine Behandlung und Reha-Maßnahmen selber getragen, doch nach Ende seiner aktiven Zeit 1998 verklagte er sowohl den Torwart van Ede, als auch den FC Utrecht auf Schadenersatz für die ihm entstandenen Behandlungskosten. Die Gegenseite verteidigte sich mit den Argumenten dass: 1. das Einsteigen van Edes vom Schiedsrichter nicht als Foul gewertet worden, 2. zumindest kein vorsätzlicher oder leichtfertiger Regelverstoß vorlag, 3. seien solche Fouls im Rahmen eines Fußballspiels zu erwarten und schließlich sei 4. über die Behandlungskosten kein Schaden ermittelbar. Nach Ansicht von Filmaufnahmen in Zeitlupe und einem darauf basierenden Gutachten durch den ehemaligen FIFA-Schiedsrichter Leo van der Kroft sowie die beiden ehemaligen niederländischen Nationalspieler Jan Mulder und Keje Molenaar entschied das Gericht jedoch, dass der Torwart eindeutig nur Hoekman angegangen sei, absichtlich gefoult und nicht versucht habe, eine Verletzung Hoekmans zu vermeiden. Zudem überrage das Fouls das übliche und zu erwartende Maß in einem Fußballspiel überheblich. Beide wurden zu Schadenersatz verurteilt, der FC Utrecht legte kein Rechtsmittel ein.
Seit 2003 beglich der FC Utrecht nach und nach Teile der Forderung. Zur Bestimmung der Höhe des Schadens, der vom Gericht bezüglich des Verdienstausfalls durch die verschlechterte Karriere offengelassen worden war, führte Hoekman Gespräche mit verschiedenen Fachleuten und bezifferte die Schäden durch eine kürzere aktive Zeit, geringere Gehaltszahlungen während seiner aktiven Zeit und schließlich geringere Chancen als Trainer nach seiner aktiven Zeit auf 12 Millionen Euro. Im Angesicht der dadurch drohenden Insolvenz bot Utrecht 1,5 Millionen. Nach einem Eigentümerwechsel einigten sich die Parteien später auf einen Betrag zwischen 5 und 10 Millionen Euro.
Aus zwei Gründen bekam der Fall eine ähnliche Bedeutsamkeit, wie die Bosman-Entscheidung. 1. wurde der Verein für das Fehlverhalten und den Schaden eines Spielers voll zur Verantwortung gezogen und 2. wurde die nicht gesicherte Erwerbserwartung eines Fußballspielers für die Zukunft als ersatzfähig gewertet. Hoekman wurde nicht nur der Verdienstausfall für den Rest seines Vertrages bei Roda Kerkrade zugesprochen, sondern auch die Folgeverletzungen bei anderen Vereinen und auch die nicht zustande gekommenen sonstigen Verträge.